# Перлеєво
Перлеєво (пол. Perlejewo) — село в Польщі, у гміні Перлеєво Сім'ятицького повіту Підляського воєводства.
Населення — 185 осіб (2011).
У 1975-1998 роках село належало до Ломжинського воєводства.

## Демографія
Демографічна структура станом на 31 березня 2011 року:
|          | Загалом | Допрацездатний вік | Працездатний вік | Постпрацездатний вік |
| -------- | ------- | ------------------ | ---------------- | -------------------- |
| Чоловіки | 84      | 15                 | 56               | 13                   |
| Жінки    | 101     | 21                 | 53               | 27                   |
| Разом    | 185     | 36                 | 109              | 40                   |